# Ladoga bifasciata
Ladoga bifasciata är en fjärilsart som beskrevs av Friedrich Wilhelm Niepelt 1914. Ladoga bifasciata ingår i släktet Ladoga och familjen praktfjärilar. Inga underarter finns listade i Catalogue of Life.